# Leistungswettbewerb
Der Begriff des Leistungswettbewerbs stellt im Wettbewerbsrecht die Antithese zu den Begriffen des Behinderungswettbewerbs und des Nichtleistungswettbewerbs dar. Das Reichsgericht verstand darunter im Benrather Tankstellenfall all jene Verhaltensweisen im Wettbewerb, „die in der Förderung der Absatztätigkeit des eigenen Geschäftsbetriebs mit den Mitteln der eigenen Leistung bestehen“. Es übernahm diese Definition unmittelbar von Nipperdey, der ein Gutachten für eine der Prozessparteien erstellt hatte.
Im Anschluss daran nutzte die Rechtsprechung das Kriterium des Leistungswettbewerbs um den Begriff der guten Sitten im Rahmen des § 1 UWG a.F. auszufüllen: Für lauteres Verhalten im Wettbewerb war demnach charakteristisch, dass man mithilfe von Merkmalen wie Qualität, Preiswürdigkeit, Service etc. einen Vorsprung gegenüber der Konkurrenz zu erlangen versuchte und nicht zu „leistungsfremden“ Mitteln wie Kundentäuschung, unzumutbarer Belästigung oder der gezielten Behinderung von Mitbewerbern griff. Auch im Kartellrecht wurde der Begriff rezipiert.
Bis in die 1970er Jahre war der Begriff des Leistungswettbewerbs in der Rechtsliteratur weitgehend anerkannt und wurde in der Rechtspraxis typischerweise von mittelständischen Unternehmen gegen die Übermacht Größerer eingesetzt. Seit den 1980ern mehrten sich die ablehnende Positionen. Hauptkritikpunkt war dabei, dass der unbestimmte Rechtsbegriff der guten Sitten durch den nicht minder unscharfen Begriff des Leistungswettbewerbs ersetzt werde. Dieser beschreibe lediglich intuitiv zu erfassende Erfahrungssachverhalte und berge zudem die Gefahr, innovative Marketingformen zu behindern. Dementsprechend spielt der Begriff in der heutigen Rechtsprechung keine Rolle mehr, auch wenn teilweise dafür plädiert wird, ihn als Auslegungshilfe für die Konkretisierung der Generalklausel in § 3 Abs. 1 UWG beizubehalten.